# Celama interspersa
Celama interspersa är en fjärilsart som beskrevs av Lucas 1890. Celama interspersa ingår i släktet Celama och familjen trågspinnare. Inga underarter finns listade i Catalogue of Life.